# Nisse Andersson
Nisse Andersson (ur. 28 sierpnia 1941) – szwedzki trener piłkarski.

## Kariera
W 1987 roku Andersson prowadził zespół AIK Fotboll, grający w pierwszej lidze. Następnie był selekcjonerem reprezentacji Szwecji U-21, która pod jego wodzą w 1990 roku wystąpiła na mistrzostwach Europy, zakończonych przez nią na półfinale.
W 1992 roku Andersson poprowadził kadrę Szwecji U-23 na letnich igrzyskach olimpijskich. Rozegrała na nich cztery mecze: z Paragwajem (0:0), Marokiem (4:0), Koreą Południową (1:1) oraz Australią (1:2), po czym zakończyła turniej na ćwierćfinale.